# فرودگاه یانان شیلیپو
فرودگاه یانان شیلیپو (به انگلیسی: Yan'an Ershilipu Airport) یک فرودگاه همگانی با کد یاتا ENY است . این فرودگاه در کشور چین قرار دارد و در ارتفاع ۹۴۵ متری از سطح دریا واقع شده است.

## شرکت‌های هواپیمایی و مقصدهای پروازی
| شرکت‌های هواپیمایی      | مقصدهای پروازی                      |
| ---------------------- | ----------------------------------- |
| هواپیمایی شرقی چین     | شانگهای پودنگ، شی‌آن شیان‌یانگ        |
| چاینا یونایتد ایرلاینز | پکن نانیوان                         |
| هاینان ایرلاینز        | پکن، چنگچینگ ییانگبی، بایون گوآنگجو |